# Луїш Фроїш

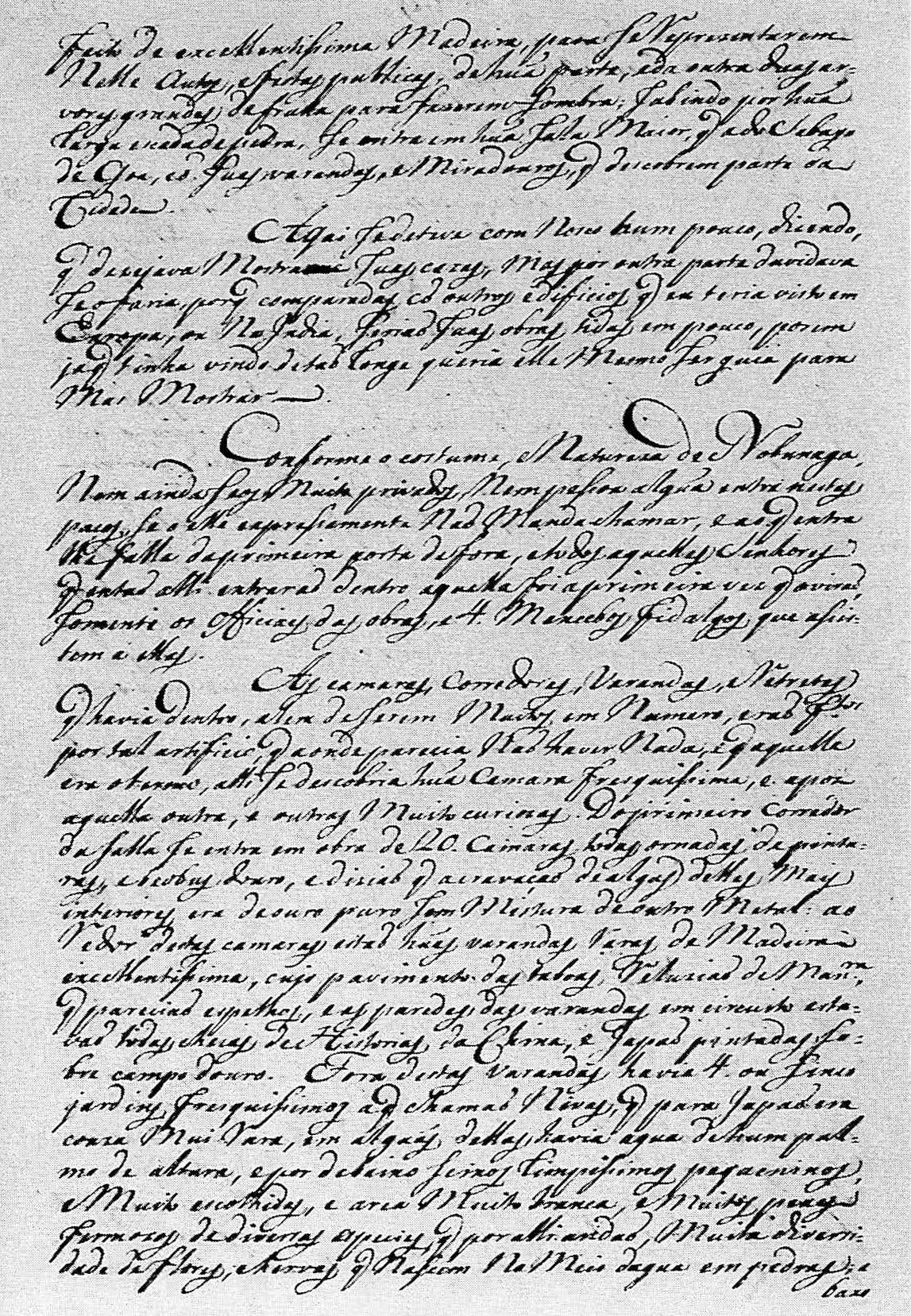
Аркуш із «Історії Японії» Фроїша

Луїш Фроїш, або Фройш (порт. Luís Fróis, 1532–1597) — португальський католицький священник, отець-єзуїт, місіонер.

## Біографія
Народився в Лісабоні, в шляхетній родині. В дитинстві служив при португальському королівському дворі. 1548 р. став членом Товариства Ісуса. Того ж року вирушив до Східноіндійської провінції Товариства з центром в Гоа. 1561 р. прийняв священство. З 1563 р. працював у Японії. Від 1565 р. проповідував у Кіото. 1569 р. переміг на релігійному диспуті буддистського ченця Асаяму Нічіджьо. Отримав патронат для єзуїтської місії в Центральній Японії від магната Оди Нобунаґи. 1577 р. призначений суперіором регіону Бунґо. 1580 року відвідав замок Адзучі, резиденцію Нобунаґи. Завдяки феноменальній пам'яті швидко опанував японську мову, працював перекладачем і секретарем голів єзуїтської місії в Японії. Виконував обов'язки помічника візитатора Алессандро Валіньяно (1580–1582) та віцепровінціала Японії Ґаспара Коельйо (1583–1586). Після указу Тойотомі Хідейоші 1587 р. про вигнання місіонерів мешкав у Кадзусі. 1591 р. разом із візитатором Валіньяно вів переговори про скасування указу на аудієнції Хідейоші в Кіото. З 1595 р. жив у Наґасакі. У 1580–1589 рр. уклав багатотомну «Історію Японії», цінне джерело з історії, філософії та релігієзнавства Японії XVI ст. Автор етнографічного «Трактату» про порівняння європейської і японської культур, а також «Записів про мучеництво 26 японських святих». Помер у Наґасакі. Також — Луїс Фройс, Луїс Фроес (ст.-порт. Luis Froes).